# Unkana
Unkana là một chi bướm ngày thuộc họ Bướm nâu.